# Proyecto de represas en el Paraná Medio
El proyecto de represas en el Paraná Medio, también denominado proyecto Paraná Medio, fue un plan diseñado para la construcción de dos obras de represamiento en el tramo medio del río Paraná, en el sector en que su curso se encuentra en ambas riberas en territorio argentino. Afectaba áreas del nordeste de ese país en las provincias de Corrientes, Entre Ríos, y Santa Fe. La represa se proyectaba con el objeto de dotar de abundante energía eléctrica al país, gracias a la construcción de una gran usina hidroeléctrica.

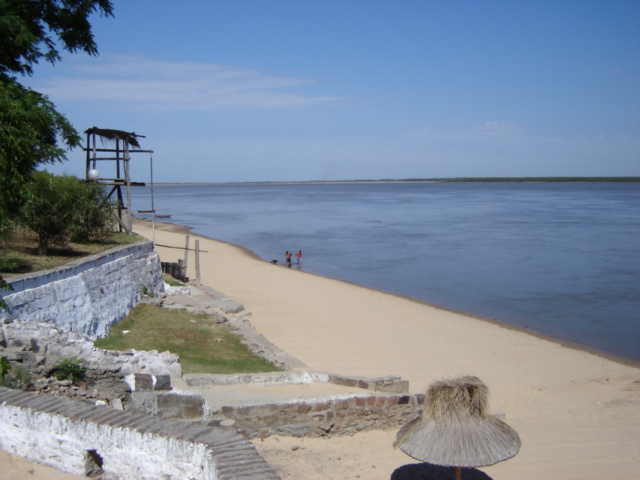
Balneario municipal de la ciudad entrerriana de La Paz. Habría quedado sepultado bajo varios metros de agua de haberse construido la represa «Chapetón».

## Historia

### El proyecto original
El proyecto original de la represa de Paraná Medio fue propuesto al comenzar la década de 1980 por expertos de la Unión Soviética. El mismo fue acogido por la empresa estatal Agua y Energía Eléctrica creando la «Gerencia Paraná Medio». Luego de la guerra de Malvinas se fue diluyendo. 

### Intentos de reflotamiento
En 1996 fue reflotado el proyecto bajo el apoyo del consorcio Energy Developers International de los Estados Unidos, con el beneplácito del presidente argentino de esa época Carlos Menem, y el gobernador entrerriano Jorge Busti. La obra fue resistida por entidades ambientalistas, y la ciudadanía en general, que mediante un recurso de amparo lograron un fallo judicial favorable para paralizar el proyecto. Frente a estos hechos, la provincia de Entre Ríos se declaró libre de nuevas represas sobre los ríos Paraná y Uruguay gracias a la sanción de la ley 9092 del 25 de septiembre de 1997, que propició el propio Busti, extendida en 2002 también al río Gualeguay. La norma fue llevada al artículo 85 de la constitución provincial, al ser esta reformada en 2008:

(...) los sistemas de humedales, que se declaran libres de construcción de obras de infraestructura a gran escala que puedan interrumpir o degradar la libertad de sus aguas y el desarrollo natural de sus ecosistemas asociados.

En el año 2004 un funcionario de la provincia de Corrientes volvió a proponer el proyecto. 
En el año 2009, desde la Comisión Técnica Mixta de Salto Grande, un funcionario de la misma, Juan Carlos Chagas, nuevamente intento reflotar el emprendimiento. 
Finalmente, en agosto de 2011 fue la Secretaría de Energía de la Nación quien alentó reactualizar su construcción, informando el hecho durante una Conferencia sobre Cambio Climático celebrada en la ciudad de La Plata. En este nuevo enfoque de la obra, se llevaría el emplazamiento más al norte que la iniciativa original.

## Características del proyecto original
El proyecto constaba de la construcción de dos gigantescas represas, ambas cortaban las aguas del río Paraná.
La más septentrional, el cierre norte, se la pensaba denominar «Patí», y se hubiera situado con cabecera próxima a la localidad santafesina de Reconquista —en el departamento General Obligado— por su margen derecha, y  por su margen izquierda con cabecera próxima a la localidad correntina de Goya en el departamento homónimo.    
La más meridional, el cierre sur, se la pensaba denominar «Chapetón», y se hubiera situado con cabecera próxima a la localidad santafesina de Colonia Zapallos por su margen derecha —en la zona de contacto entre los departamentos de La Capital y Garay—, y por su margen izquierda con cabecera próxima a la localidad entrerriana de Villa Urquiza, a unos kilómetros al norte de esta, a la altura de la isla Chapetón, en el departamento Paraná, 25 km al norte del túnel subfluvial Raúl Uranga – Carlos Sylvestre Begnis.
Para que el proyecto pudiera llevarse a cabo era imprescindible en ambos diques la construcción de largas prolongaciones con terraplenes en la margen derecha del río, que impidieran la inundación de enormes superficies que presentan muy baja diferencia de altitud con respecto al río.

## Aprovechamiento energético
Gracias a las características hídricas del río Paraná, sumado a su extraordinario módulo con caudal de 16 000 m³/s, las turbinas que hubieran trabajado en estas represas habrían podido funcionar a pleno generando electricidad durante el 82 % del tiempo posible. Como comparación, las de la Central Hidroeléctrica Binacional de Salto Grande lo hacen en el 41 % del tiempo posible, y las de la represa El Chocón lo hacen en el 32 % del tiempo posible, en iguales condiciones.

## Lagos artificiales

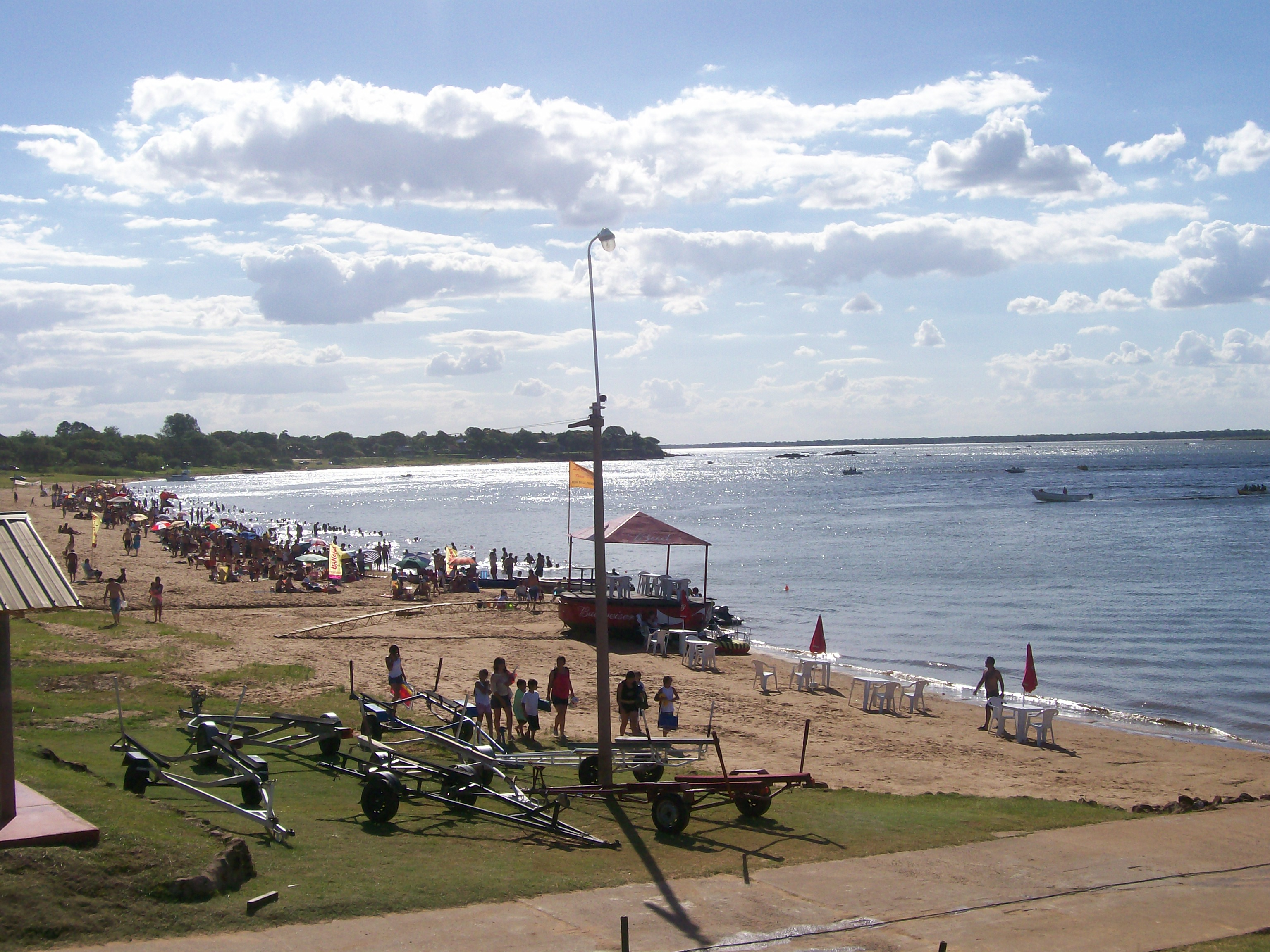
La localidad correntina de Paso de la Patria. Hasta aquí habría llegado la cola de la Represa «Patí», de haberse llevado a cabo el proyecto de Paraná medio.

Se hubieran construido dos enormes lagos artificiales, ambos contactando a la represa Patí. El primero se hubiese situado en el km 626 del río Paraná, mientras que el segundo hubiera llegado a la localidad de Paso de la Patria, en el km 1243 del río Paraná, pues hasta allí habría llegado la cola de la Represa «Patí».
Si se sumaran la totalidad de las aguas que se hubiesen embalsado en los lagos norte y sur, se formaría un cubo de 4500 metros de aristas. Como comparación, el lago formado por la represa de Itaipú forma un cubo con lados de sólo 3100 metros.
La superficie total con que hubiesen contado ambos lagos es de 1 millón de hectáreas.

## Obras construidas
Como un ensayo para observar la respuesta de los materiales locales que serían empleados en la construcción de los cuatro diques —los dos principales y los dos laterales—, se levantó un sector del terraplén lateral, próximo a la localidad santafesina de Cayastá.

## Impacto ambiental
De haberse llevado a cabo el emprendimiento hubiese afectado seriamente un ecosistema único. En esas aguas habitan más de 300 especies de peces, muchos de ellos realizan anualmente prolongadas migraciones entre el alto Paraná y su delta o el estuario del mismo, llamado usualmente Río de la Plata, viajes que habrían sido afectados con la construcción de las represas. 
Otras opiniones sostienen que el megaproyecto podía llevarse adelante atenuando el impacto ambiental, respecto a los peces y al ecosistema en general. Se aduce que se podría por ejemplo manejar el régimen aguas abajo, atenuando las crecientes (inundación) y bajantes (temporada de seca, incendios). Además que los beneficios económicos y sociales serían altos, lo cual compensaría, para estas opiniones, los costos, como postulan que sucedió con la represa de Salto Grande, sobre el río Uruguay. Las reiteradas inundaciones que provocan la frecuentes crecidas el Río Paraná perjudican a miles de pobladores, principalmente de la provincia del Chaco y del norte de Santa Fé, mientras los incendios durante la bajante destrozan el ecosistema, siendo aprovechados y fomentados por los ganaderos para avanzar sobre el mismo.
Aunque los beneficios del proyecto original hubiesen sido ingentes y el gobierno militar priorizaba esto sobre los cuestionamientos ambientales, la principal traba estribó en que la propuesta y la posibilidad de construcción de semejante obra provinieron de empresas rusas (soviéticas), las más experimentadas en ríos de llanura, lo cual no fue asimilado favorablemente por los gobernantes argentinos. Entre dilaciones, negociaciones, derivaciones burocráticas y cuestionamientos ecológicos, el proyecto fue dejado de lado.

## Cuadro de las características técnicas del proyecto de 1996
| Característica            | Proyecto Paraná Medio de 1996 |
| ------------------------- | ----------------------------- |
| Longitud                  | 140 m                         |
| Ancho                     | 53 m                          |
| Altura                    | 46 m                          |
| Máxima potencia a generar | 3000 MW                       |
| Turbinas (número)         | 48                            |
| Turbinas (potencia)       | 62,5 MW                       |
| Turbinas (diámetro)       | 46 m                          |
| Módulos (número)          | 6                             |